# 丛生隐子草
丛生隐子草（学名：Cleistogenes caespitosa）为禾本科隐子草属下的一个种。